# Aziz El Amri
Aziz El Amri (ur. 1 stycznia 1950 w Sidi Kasim) – marokański trener piłkarski. Od 2022 roku bezrobotny.

## Kariera

### Początki
Zaczynał karierę trenerską w Union Sidi Kacem. Następnie dwukrotnie obejmował Ittihad Tanger. 1 lutego 2002 roku objął Maghreb Fez. 1 lipca 2003 roku został trenerem Olympic Safi. 1 lutego roku następnego został stamtąd zwolniony. Następnie, 1 lipca 2006 roku podpisał kontrakt z CODM Meknès. 24 listopada 2007 roku przestał tam pracować. Dzień później został zatrudniony w Kawkabie Marrakesz. Trenował ten zespół do 29 marca 2008 roku. 8 marca 2010 roku podpisał kontrakt z FAR Rabat. 20 listopada tego samego roku skończył tam pracować.

### Moghreb Tétouan
29 grudnia 2010 roku został menedżerem Moghrebu Tétouan. Po raz pierwszy ten klub poprowadził 26 sierpnia 2011 roku, a rywalem jego zespołu był FUS Rabat. Mecz zakończył się bezbramkowym remisem. Łącznie poprowadził zespół z Tetuanu w 79 meczach. 13 grudnia 2014 roku zrezygnował z prowadzenia tego zespołu. Powodem był słaby występ na Klubowych Mistrzostwach Świata, gdzie Moghreb przegrał po karnych z Auckland City FC. Podczas 4 lat swojej pracy zdobył dwa mistrzostwa Maroka (2011/2012 i 2013/2014).

### Chabab Rif Al Hoceima
24 lutego 2015 roku został menedżerem Chabab Rif Al Hoceima. W roli trenera zadebiutował 28 lutego 2015 roku w meczu przeciwko Wydad Casablanca (przegrana 1:2). Łącznie poprowadził ten zespół w 10 meczach.

### Dwa powroty
28 maja 2015 roku wrócił do Olympic Safi. Na ławce trenerskiej spędził 22 mecze.
26 października 2016 roku wrócił do FAR Rabat. Zespół ze stolicy Maroka poprowadził w 33 spotkaniach.

### Al-Kharitiyath i powrót do Marrakeszu
24 sierpnia 2018 roku został menedżerem Al-Kharitiyath SC.
24 grudnia tego samego roku ponownie został menedżerem Kawkabu Marrakesz. Miał okazję trenować ten zespół w pięciu spotkaniach.

### Raja Beni Mellal
29 listopada 2019 roku został trenerem Raja Beni Mellal. W tym zespole debiut na ławce trenerskiej zaliczył 8 grudnia 2019 roku w meczu przeciwko Ittihad Tanger (porażka 1:0). Spośród pięciu meczów, w których poprowadził zespół z Bani Mellal, El Amri nie punktował w żadnym.

### Dalsza kariera
1 listopada 2020 roku ponownie podjął pracę w CODM Meknès, ale tym razem jako dyrektor współpracy międzynarodowej. Następnie, 23 marca 2021 roku został trenerem KAC Kénitra. 10 lipca tego samego roku odszedł z tego klubu. 24 lutego 2022 roku został kierownikiem sportowym w Raja Casablanca. Zakończył tam pracę 23 czerwca tego samego roku.